# 17991 Joshuaegan
17991 Joshuaegan è un asteroide della fascia principale. Scoperto nel 1999, presenta un'orbita caratterizzata da un semiasse maggiore pari a 2,2934525 UA e da un'eccentricità di 0,0872300, inclinata di 2,55070° rispetto all'eclittica.